# Mister Olympia 1988
El Mister Olympia 1988 fue la vigésima cuarta competición de culturismo organizada por la Federación Internacional de Fisicoculturismo. El concurso se realizó en la ciudad de Los Ángeles, Estados Unidos.
El ganador del certamen fue el culturista estadounidense Lee Haney, coronándose por quinta vez.

## Clasificación final
| Posiciones | Culturista   |
| ---------- | ------------ |
| 1          | Lee Haney    |
| 2          | Rich Gaspari |
| 3          | Berry DeMey  |
| 4          | Lee Labrada  |
| 5          | Gary Strydom |